# 2MASS J08511627+1817302
2MASS J08511627+1817302 ist ein Brauner Zwerg im Sternbild Krebs. Er wurde 2006 von Kuenley Chiu et al. entdeckt. Er gehört der Spektralklasse L4,5 an.